# Тереза Португальская (графиня Фландрии)
Тереза Португальская (Матильда; ок. 1151 — 6 мая 1218) — графиня Фландрии в браке с Филиппом Эльзасским и герцогиня Бургундии в браке с Эдом III. Она была сорегентом Португалии со своим братом во время болезни их отца Афонсу I Португальского с 1172 по 1173 год и регентом Фландрии в промежуточный период после смерти её супруга и вступления в права его наследника.

## Биография
Тереза Португальская была дочерью первого короля Португалии Афонсу I Великого и его супруги Мафальды Савойской. Тереза, её брат Саншу I и сестра Уррака были их единственными детьми, достигшими зрелого возраста. Тереза была названа в честь бабушки по отцовской линии, Терезы Леонской. Она была любимицей своего отца.

### Регент Португалии
Тереза, её брат Саншу и сестра Уррака были единственными детьми Афонсу Великого и Мафальды, дожившими до совершеннолетия. Она была названа в честь своей бабушки по отцовской линии, графини Терезы, и была любимицей своего короля-отца.
Во время болезни их отца Саншу сначала был единоличным регентством, но с 1172 года он делил обязанности с Терезой. В то время Афонсу начал задумываться о том, чтобы позволить Терезе вступить на престол, и в 1173 году он объявил своими наследниками их обоих. По мере того, как болезнь Афонсу прогрессировала, власть брата и сестры возрастала. Саншу взял на себя военные вопросы, а Тереза занималась административными.
Из-за своей близости к трону и страха потери независимости, брак с иберийским лордом был нежелателен. Таким образом, Тереза оставалась незамужней довольно долго.

### Графиня Фландрии
Около 1183 года из графства Фландрия прибыли послы, которые от имени графа Филиппа попросили руки Терезы. Возможно, из-за трудности произнесения её имени, она стала известна как Матильда. Свадьба прошла в соборе Турне после смерти бездетной Елизаветы де Вермандуа. Филиппу был нужен наследник, чтобы его графство не попало в руки французов. В свою очередь молодая страна Португалия этим браком обеспечила важный союз с Фландрией и европейское признание. Тереза привезла в Фландрию большое приданое, что помогло Филиппу финансировать войну с Францией ещё два года, прежде чем заключить мир в 1186 году. Некоторые португальцы (в основном, торговцы) переехали во Фландрию вместе с инфантой.
Именуемая Матильдой, Тереза жила в одном из самых роскошных дворов Европы. Там Филипп покровительствовал Кретьену де Труа, автору знаменитого цикла рассказов об Артуриане и одному из прародителей темы Святого Грааля в литературе. Однако, как и Елизавета де Вермандуа, Тереза не родила ребёнка, и после смерти Филиппа графство перешло к его сестре Маргарите I и её мужу Бодуэну VIII.
После смерти Филиппа в августе 1191 года Тереза, обладающая обширным вдовьим наделом в южной и прибрежной Фландрии, была достаточно могущественной, чтобы бросить вызов своей невестке и зятю. Повышая налоги, она провоцировала беспорядки среди жителей своих земель, и стала лидером тех дворян, которые выступали против правопреемства Маргариты и Бодуэна. В конце концов она была вынуждена смягчиться.

### Герцогиня Бургундии
В 1193 году Тереза снова вышла замуж, на этот раз за Эдо III, герцога Бургундского. Как и в предыдущем браке, Тереза не смогла родить детей, и в итоге герцог её отверг, чтобы жениться на Алисе де Вержи. Она вернулась во Фландрию и сыграла важную роль в организации брака своего племянника Фердинанда с Жанной, внучкой Маргариты I и Бодуэна VIII.
Она утонула, когда её карета случайно упала в болото возле Вёрне.
Её ежегодно чествуют в Брюгге.